# Olympische Winterspiele 1988/Teilnehmer (Nordkorea)
| Gelbes Symbol für Goldmedaillen mit stilisierten Olympischen Ringen | Graues Symbol für Silbermedaillen mit stilisierten Olympischen Ringen | Braundes Symbol für Bronzemedaillen mit stilisierten Olympischen Ringen |
| ------------------------------------------------------------------- | --------------------------------------------------------------------- | ----------------------------------------------------------------------- |
| —                                                                   | —                                                                     | —                                                                       |

Nordkorea nahm an den Olympischen Winterspielen 1988 im kanadischen Calgary mit einer Delegation von sechs Athleten in zwei Disziplinen teil, davon drei Männer und drei Frauen. Ein Medaillengewinn gelang keinem der Athleten.
Fahnenträger bei der Eröffnungsfeier war der Eisschnellläufer Im Ri-bin.

## Teilnehmer nach Sportarten

### Eiskunstlauf
Männer
- Kang Ho
nicht für die Kür qualifiziert

Frauen
- Kim Song-suk
nicht für die Kür qualifiziert

### Eisschnelllauf
Männer
- Im Ri-bin
1500 m: 17. Platz (1:55,55 min)
5000 m: 35. Platz (7:10,13 min)

- Song Yong-hun
5000 m: 28. Platz (7:01,56 min)
10.000 m: disqualifiziert

Frauen
- Han Chun-ok
500 m: 26. Platz (42,25 s)
1000 m: 23. Platz (1:24,26 min)
1500 m: 22. Platz (2:09,66 min)
3000 m: 17. Platz (4:29,16 min)
5000 m: 9. Platz (7:36,81 min)

- Song Hwa-son
500 m: 22. Platz (41,46 s)
1000 m: disqualifiziert
1500 m: 9. Platz (2:05,25 min)
3000 m: 23. Platz (4:31,05 min)